# Zulueta (Remedios)
Zulueta es un poblado del municipio de Remedios, provincia de Villa Clara, Cuba.

## Toponimia
El nombre proviene del rico hacendado Don Julián de Zulueta, quien en el siglo XIX construyó un ferrocarril a través de sus propiedades (zona sur del municipio Remedios y otras). Debido a este ferrocarril surge el poblado de Zulueta, gracias al floreciente comercio que este inicia. El poblado se desarrolla a partir de la terminal de estacionamiento del tren (actualmente Terminal de Transporte Municipal).

## Historia
Anteriormente al s. XIX, ya había algunos asentamientos cercanos en esta zona, más conocida en aquellos tiempos como "Las Coloradas". En la zona de Guanijibes a escasos kilómetros a la entrada de Zulueta por la parte norte, se habían asentado colonos remedianos, buscando mejores tierras y huyéndole a las constantes amenazas de corsarios y piratas sobre la Villa de San Juan de los Remedios.

## Geografía
La geografía zulueteña se caracteriza por llanuras, siendo este paisaje adornado con varias pequeñas elevaciones que dan un hermoso constrase a la región. El poblado se encuentra a 210-230 m s. n. m.. Desde las elevaciones del lugar (Loma Colorada 347 m s. n. m. ) se puede apreciar la costa norte, donde está el municipio Caibarién y, antes de este, Remedios. A 2 km del poblado de Zulueta, se encuentra el central azucarero Chuiquitico Farbregat(antiguo San Agustín), el cual fue por mucho tiempo, la principal industria de la región (influye incluso en la construcción del ferrocarril por el lugar).
Se destacan otras pequeñas empresas como la de Confecciones Textiles, Tenería, Fábricas de Guantes.
Zulueta ha sido pródiga en profesionales y personalidades que se destacan por su talento. Cuna de pintores como Carlos Enríquez (El rapto de las mulatas, Campesinos felices...) y Zaida del Río, quien aún sorprende con sus creaciones. Ha dado al país una buena cantidad de profesionales y cuadros; médicos, ingenieros, profesores y maestros que, aunque muchas veces buscan asentamiento en localidades con más posibilidades de desempeño profesional, se sienten orgullosas de haber nacido en Zulueta.
La fiesta más importante de la localidad son las Parrandas, celebradas cada 31 de diciembre desde 1896 y son, después de las de Remedios, las más pintorescas de la región,. En ella se enfrentan los tradicionales barrios de Guanijibes y La Loma en un derroche de arte en sus hermosas carrozas y un apasionado e intenso duelo de fuegos artificiales que dura toda la noche y no da tiempo al sociego.
Zulueta es considerada la cuna del fútbol en Cuba. Posee un estadio que los lugareños cuidan con amor y donde se realizan las principales competencias del Campeonato Nacional cuando la provincia es la sede. El poblado ha aportado renombrados futbolistas que han ayudado a colocar al equipo provincial en la cima del podio en más de una veintena de ocasiones y, algunos de ellos, han formado el equipo nacional.
Posee en su parque central, el único monumento al fútbol en Cuba; un balón de piedra de un diámetro aproximado de 1,5 m, colocado sobre una pirámide truncada. El autor de dicho monumento es Rody Amaya, un lugareño amante de las tradiciones y la cultura de su localidad.
No obstante, el poblado dejó de ser municipio desde la Nueva División Político Administrativa de 1975 y eso ha provocado que su desarrollo económico y social no haya estado al ritmo que los lugareños esperaban. Formando parte ahora del municipio Remedios que tiene otras prioridades, el poblado ha visto deteriorarse su imagen, sus calles y los medios de transporte público se han reducido a un nivel crítico.
Se espera que, con el crecimiento del turismo en la cayería norte de la provincia, mejoren algunos de los problemas acumulados, toda vez que, los turistas que viajan del polo Trinidad y Sancti Spíritus a Cayo Santa María tienen como ruta más corta, el paso por el poblado.

## La Masonería Zulueteña

### Fundación de la Respetable Logia “Urania”, de Zulueta.
```
Lic. Gerardo Rojas Fuentes.
Historiador de la Logia “Urania-Dr.Mortera”
```

La Masonería Cubana en sus dos siglos de historia ha sido protagonista de las guerras independentistas del pueblo de Cuba y de su desarrollo económico y social.
Al alcanzar la independencia en la última guerra contra España y al intervenir los Estados Unidos a tenor del Tratado de Paris, al decir de los hermanos de aquella época, “el cambio de la masonería no podía ser más rápida: de la proscripción al apogeo”. 
En la República recién instaurada las Logias se fueron extendiendo por todo el territorio nacional, funcionando incluso en pueblos o localidades pequeños del interior del país, ocupando espacio entre las edificaciones más importantes, frente a su parque central o en una de sus calles mayores o principales. En este contexto se fundó “Urania”, el 4 de abril de 1917, en un inmueble rentado a uno de sus fundadores, al hermano Manuel González Martínez, ubicado en la actual calle Capablanca, hoy con el Nº 8, entre General Carrillo y Aguilera, hasta el año 1922 en que se trasladó para el local que ocupa actualmente.
Un grupo de 12 hermanos, Maestros Masones, procedentes de las Logias “Iris” de Placetas, “Luz de América” de Remedios y “San Juan” de Caibarién fueron sus fundadores, presididos por el Dr. Miguel Ángel de Armona y Armona, prestigioso médico habanero residente en Zulueta desde 1899. 
Los demás Fundadores fueron los siguientes hermanos: Manuel González Martínez, Adolfo Valdés Troya, José Guatermendía Mesa, Eleuterio Rodríguez Hernández, Manuel Collera Martínez, José Sierra González, Juan Ruz Chianloc, Elías Sánchez Pendás, Justo Perea Pereda, Adolfo Montalbán Flores y Florentino González. Todos ellos profesionales, comerciantes, propietarios y políticos, con sobrada solvencia moral y económica, que fueron protagonistas directos del progreso socioeconómico de nuestro pueblo en aquellos tiempos.

### La construcción de la Casa-Templo de la Respetable Logia “Urania”
```
Lic. Gerardo Rojas Fuentes.
Historiador de la Logia “Urania-Dr.Mortera”
```

Antes de la fundación ya tenían concebidos, los futuros fundadores, la fabricación de su Casa Templo, acordando crear un fondo para este fin, surgiendo la idea de imprimir 88 bonos de $ 10,00 c/u por un valor total de $ 880,00. El 16 de diciembre de 1916, reunidos en casa del Dr. Armona, distribuyéndoselos entre ellos. La construcción fue valorada en $12500,00. (Moneda Americana). Para completar esta suma, en enero de 1921, se volvió a distribuir bonos con un valor de $10,00 c/u.
Al finalizar el año hubo que hacer hipoteca por cuatro mil pesos (Moneda Americana) con un interés del 1,5 % para concluirla.
La impresión de bonos continuó para ser adquiridos por los hermanos del Taller, pero también hubo la necesidad de distribuirlos a las distintas Logias de la Confederación para concluir la construcción.
A mediados de 1920 el Venerable Maestro, p.s.r. Dr. Eloy Padrón y Padrón, constituyó la comisión encargada del estudio de todo lo concerniente a la construcción del nuevo local que debía emprenderse de inmediato. La comisión la presidía el propio Dr. Padrón y la integraba los hermanos Rafael González, Manuel González Martínez, Miguel Fernández, Lorenzo Crespo, Eleuterio Rodríguez Hernández y L. Calderón.
La Gran Logia había decretado que las casas-templos estuvieran ubicadas en una de las principales calles, en lugares céntricos, cercanos a los parques, utilizando una arquitectura tipo en su templo y fachada. Teniendo en cuenta estos requisitos nuestra Logia fue ubicada a unos metros del parque “José María Espinosa”, en la finca urbana Nº 208, en el solar marcado con el Nº 74 del Plano de Abella con una capacidad de 20 m de frente a fondo, lindando por el frente con la calle 1.ª del Norte, por la derecha, entrando, con los solares números 71 y 72 del mismo plano, propiedad de Adolfo Valdés Troya y José Sánchez Suárez, respectivamente; por la izquierda, por los solares 77 y 78 y por el fondo con el Nº 73 del Sr. Bautista Bilbao, estando enclavado en la manzana formada por las calles 5.ª y 6.ª del Este y Altamira. Es un edificio de mampostería y tejas el cual ocupa una extensión superficial de 412 m planos, incluyendo el portal exterior.
La Comisión convocó a un concurso en el que podían participar arquitectos, ingenieros y otro personal calificado para que presentaran un plano con los requisitos establecidos para la construcción de las casas-templos masónicos. Presentaron sus planos, entre otros, los señores Fuentes, Mirabel y Villa. Estos últimos fueron examinados por la Comisión y sometidos a la aprobación del Taller, resultando seleccionado por unanimidad el plano del señor Mirabel, bonificándosele la cantidad de $ 1224, 85.
De inmediato se comenzó la construcción e inmersos en todo este proceso constructivo también tuvieron que preocuparse por todo lo que necesitaba el Taller, incluyendo muebles. Para ello se acordó a pocos días de la Fundación de la Logia una comisión integrada por los hermanos Justo Perea Pereda, Florentino González y Adolfo Montalbán, y lo primero que se propuso fue la adquisición de las insignias. Ya a principios del año siguiente el h.: Julio Lastra, de la Logia “Soles de Martí”, de Aguada de Pasajeros, envió una carta anunciando el envío de las estatuas de nuestro Taller. El Gran Secretario comunicó que las tres estatuas serían donadas por la Gran Logia de la Isla de Cuba. También en esa fecha se aprobó la compra de los ventiladores que aún existen, gracias a las necesidades y al ingenio de algunos hermanos. Más tarde el h.: Gabriel Maluf, de La Habana, envió facturas de collarines y joyas remitidas. Además el h.: Adalio Hernández obsequió al Taller la Cadena Mística.
En su informe anual del 3 de diciembre de 1922 se puede apreciar la valoración que hace, y su impresión personal del nuevo edificio que se había inaugurado el 8 de enero del propio año, el Dr. Padrón, Venerable Maestro Titular de nuestra Logia, cuando expresó:
- La construcción de nuestra Casa Templo, al que pudiéramos llamarle Palacio, a no ser por el nombre obligado con que debemos designar nuestros locales: Logias, fue por algún tiempo el principal objeto de todas nuestras actividades y empeños, pero venciendo dificultades vemos realizada lo obra hermosa por todos anhelada.
Yo no digo quiénes fueron los más entusiastas ni los más incansables, ya que esta obra parecía superior a nuestras fuerzas y a nuestros diezmados recursos como consecuencia del desastre económico sufrido por el País y que necesariamente hubo de afectarnos. El esfuerzo ha sido de todos, prestando su concurso a la realización del proyecto. Se impuso una prudente administración que fue el espíritu de economía que guio nuestros actos -.
A consecuencia de dicha crisis o “desastre económico”, como muy bien lo calificara el Dr. Padrón, nuestra Casa-Templo tuvo que ser hipotecada en plena construcción y de no ser por la Comisión de Inteligencia creada por aquel brillante Venerable Maestro, que fue el Dr. Padrón, y por su intervención personal, en más de una ocasión el inmueble estuvo en peligro de perderse. Permaneció hipotecada hasta el año 40, en que prácticamente recesó la crisis que comenzó al iniciarse la década del 20.
A los 89 años de inaugurada se acomete una reparación total del techo y de algunas de sus paredes y muros de acuerdo al Dictamen Técnico elaborado por el ingeniero zulueteño Raimundo F. “Mundi” Pérez Delgado, expresando que se “observaron manifestaciones de tensiones que están afectando la funcionalidad de la estructura”
Los dignatarios de nuestra Institución local y los hermanos de nuestro Taller estamos muy agradecidos por la colaboración de los vecinos y el aporte de los zulueteños ausentes, de dentro y fuera de nuestro país, que nos están llegando para apoyar el ingente esfuerzos que estamos realizando para no permitir que nuestro local corra la misma suerte que otras edificaciones de nuestra localidad.
En este momento somos testigos del sentido de pertenencia de nuestros vecinos con nuestra Logia, prestigio bien ganado por la Institución en sus 94 años de fundada practicando la fraternidad entre nuestros coterráneos. Es el merecido premio a la obra de toda su vida.
Zulueta (Remedios). Fue un municipio de la provincia Las Villas, pero con la división política administrativa de 1977 pasó a formar parte del municipio Remedios. Se destaca en Cuba por sus parrandas del 31 de diciembre y por la pasión por el fútbol siendo considerada la cuna de ese deporte en Cuba.

## Historia
Sus orígenes remotos datan del 1869, pero que no desarrolló formalmente hasta a raíz de la terminación del ferrocarril de vía estrecha (1876) de Caibarién a Placetas. La existencia de algunos ingenios en los barrios colindantes con el paradero despertó el interés de algunos comarcanos y en 1886 la señora Isabel Hernández viuda de Abella adquirió dos caballerías de tierra de la finca Buenaventura del dueño del ferrocarril ya mencionado. Sobre tales terrenos se fundó un poblado, al que pusieran el nombre de Zulueta.
Hasta 1902 el territorio de la cabecera pertenecía a los términos municipales de Remedios y Camajuaní y en ese año quedó totalmente agregada a Remedios. En 1910 por ley del Congreso fue creado su ayuntamiento, segregándose de Remedios y añadiéndole algunos otros territorios del de Camajuaní.
Con el auge de la industria azucarera, hacia la cuarta década del siglo XIX comenzó un acelerado crecimiento en el territorio: se establecieron numerosos ingenios, aumentaron las plantaciones de caña y se implantó una más amplia infraestructura, sobre todo en materia de comunicaciones, las más importantes ferroviarias. La zona fue centro también de desarrollo de la cultura desde los tiempos coloniales, con un rico acervo de tradiciones, a las que se uniría en la decimonovena centuria, la Parranda, hecho cultural que ha trascendido hasta el presente.
En la segunda y tercera década del siglo XIX hubo ramificaciones en la localidad de las principales conspiraciones que se opusieron al colonialismo español. Algunos expresaron su inconformidad por diferentes vías, pero desde entonces, toda la zona constituyó un centro donde se manifestaron con fuerza y se defendieron las ideas de la libertad y la soberanía.
El estallido de la primera guerra por la independencia en toda la jurisdicción remediana ocurrió el 14 de febrero de 1869 con el levantamiento en la zona del polaco Carlos Roloff, y del venezolano Salomé Hernández, quienes fueron secundados por Francisco Carrillo, Pedro Díaz Molina, Serafín García Leiva y Arcadio Jesús Crespo Moreno, entre otros. Veteranos de toda la zona se alzaron de nuevo el 9 de noviembre de 1879, liderados por Francisco Carrillo, en el frustrado intento de la Guerra Chiquita.
Dieciséis años después, al comenzar la nueva gesta de 1895, los patriotas de la localidad, conducidos por Quintín Bravo, se alzaron en el Central Adela (Heriberto Duquesne), pero faltaron condiciones para desarrollar la lucha. Otros jefes esperaron un momento más propicio y marcharon al campo insurrecto el 5 de junio de se año.
En esta guerra se destacaron el General Carrillo, que llegó a ser Jefe del Cuarto Cuerpo del Ejército Libertador, así como el Brigadier José González Planas. También el Generalísimo Máximo Gómez combatió en estas tierras, y luego de terminadas las acciones bélicas, visitó zonas cercanas a la localidad.
La República Neocolonial no ofreció al territorio oportunidades para su desarrollo. Dependiente de la producción azucarera, algún ganado y otros productos agrícolas, mantuvo un ritmo lento de crecimiento. Así ocurrió con la organización progresiva de los trabajadores, su lucha por reivindicaciones económicas y sociales, así como el enfrentamiento popular a los gobiernos de turno.
En la última etapa de oposición al régimen tiránico instaurado el 10 de marzo de 1952, en la clandestinidad y en las montañas, varios hijos de esta zona dieron sus esfuerzos por la victoria. Entre ellos sobresalieron Juan Pedro Carbó Serviá, el obrero azucarero Heriberto Duquesne, brutalmente torturado y asesinado, y Chiquitico Fabregat, caído en el combate de Yaguajay.
El poblado fue liberado por las tropas del Comandante Camilo Cienfuegos, dos veces hicieron rendir el cuartel del poblado, en noviembre y definitivamente el 21 de diciembre de 1958. Con el triunfo revolucionario, todo el territorio se incorporó a la edificación de la nueva sociedad y a su defensa. La condición patriótica de los lugareños se nutrió con el ejemplo fecundo de Juan Alberto Díaz González, caído en lucha contra los mercenarios en abril de 1961.
Salud Pública
Los primeros fundadores de Zulueta los ubicamos en la hacienda Guanijibes, estos no contaban con médicos permanentes residiendo en este lugar, eran asistidos por médicos procedentes de Remedios que venían a asistir a los enfermos, esto fue por los años 1865. Ya en los años 1880, existían médicos en los ingenios próximos, como el caso del Lic. José Beltrán Morejón, que radicaba en San Agustín (actual Chiquitico Fabregat), el Lic. Miguel Ortiz Carrillo radicado en Altamira (Maria Luisa), así como otros.
Después de concluida la contienda del 95, ya se puede hablar de médicos establecidos en Zulueta, resaltando entre ellos Carlos Enríquez Costa, padre del celebre pintor Carlos Enríquez Gómez y que se radicó del 1897 a 1917. El Dr. Enríquez, en la contienda del 95 cooperó con los insurrectos y brindó asistencia y medicina gratuita a los reconcentrados por Weiler.
También por esa época se puede mencionar al Dr. Miguel A. Armona y Armona que ejerció de 1898 a 1921, El Dr. Eloy Padrón y muchos más. Hacia 1923 los servicios sanitarios eran deficientes en general, los recursos asignados por el estado eran pocos, casi nulos. Hay muchos nombres de médicos que se fueron asentando en Zulueta, entre ellos Lic. José Niceto, Dr. Eloy Padrón, Dr. Enrique Serra Bayo, Rigoberto Verez Pérez, Dr. Nereyda Burnes Picado, primera mujer que ejerció la medicina en Zulueta, de 1948 hasta su jubilación, Dr. Manuel Vicente Mortera Sánchez que ejerció desde 1938 hasta su fallecimiento, pues después de jubilado muchos lo seguían consultando.
El 1 de febrero de 1910 se funda una clínica, ubicada en la calle Juan A. Díaz, frente al parque de La Loma y sus fundadores fueron Dr. Miguel Ángel Armona y el Dr. Eloy Padrón, esta unidad asistencial, particular, tuvo varios propietarios, siendo su último propietario el Dr. Pedro de armas, quien la cerró a finales de la década del 40. Antes del triunfo revolucionario, Zulueta solo contaba con los servicios particulares de varios profesionales.
Al triunfar la Revolución, comienza a funcionar, un dispensario con los servicios de salud gratuitos. Este dispensario se localizaba donde está hoy el Círculo Infantil Maripositas Doradas, en la calle Coronel Rodríguez, entre Martí y Maceo. En agosto de 1960, por necesidades de ampliación, se traslada para una casa en la calle Jiménez, entre Martí y Maceo. Comienzan a ampliarse los servicios médicos, brindándose servicios de especialidades, los que iban aumentando progresivamente, convirtiéndose este en un policlínico integral docente que rápidamente gana en prestigio. En octubre de 1988 se inaugura un moderno policlínico, con el nombre de Camilo Cienfuegos, ubicado a la salida del pueblo para Placetas, con 136 trabajadores. También está presente la novedosa experiencia del médico de la familia, que en sus inicios eran 30.
Servicios estomatológicos
Los servicios estomatológicos gratuitos se comenzaron a ofrecer en un local ubicado en la calle Capablanca, entre Coronel Rodríguez y Juan A. Díaz y los brindaba el Dr. Francisco Domínguez Montero. Posteriormente estos servicios pasan a ofrecerse en el policlínico local y al frente de ellos por muchos años estuvo la Dr. Concepción Burnes Picado.
Ya en 1987 se inaugura una cínica dental con toda la tecnología de la época para prestar servicios al área de salud de Zulueta (que comprendía Zulueta urbano y rural, Buenavista, Remate y General Carrillo), y se ubicó en el local que ocupaba el juzgado municipal, en la calle Villuendas, entre Juan A. Díaz y Coronel Rodríguez, donde se prestó servicios hasta hace unos años que se construye el policlínico de nuevo tipo y este consta con su área estomatológica.

## Ubicación
La localidad se encuentra en los 79 grados de longitud oeste y en los 22 grados de latitud norte, posición geográfica que la ubica al este de Santa Clara, la cabecera provincial, y a una distancia de 15 kilómetros cartesianos de Remedios, la cabecera municipal.

## Suelos
Sus terrenos son en la mayoría, quebrados y muy fértiles, es abundante de tierra colorada.

## Topografía
Territorio llano con algunas lomas de escasa elevación y cuyo suelo riegan las corrientes del Camajuaní, Hacha, Jordán, Bajada, Ojo de Agua, Buenavista, Guajiras, Chorrillo y otros de menor caudal. En este término tiene su origen el gran río Zaza, que es el segundo en importancia, longitud y caudal de toda Cuba.

## Vías de comunicación
Sus principales vías de comunicación son la carretera Remedios-Placetas, con conexión a la vía central en esta última ciudad que se encuentra a 15 km, Ferrocarril Norte de Cuba con una estación en Tahón (Remedios) 2 km al Sur, además de varias carreteras y terraplenes que conectan con algunas localidades como Remates de Ariosa (Remedios) y Buena Vista (Remedios).

## Cultura
El poblado cuenta entre sus hijos natales al insigne pintor Carlos Enríquez, uno de los más famosos paisajistas cubanos y a la pintora Zaida del Río, una de las artistas plásticas más prominentes de la actualidad cubana. También era oriundo de Zulueta el cantante bolerista Ñico Membiela, el llamado "bolerista olvidado", fallecido en Miami a los 84 años de edad.

## Tradiciones
Reconocida por sus pintorescas parrandas, que se celebran cada 31 de diciembre desde 1896 y que son una verdadera guerra de congas, carrozas y fuegos artificiales entre los dos barrios más tradicionales de la ciudad La Loma y Guanijibes.

## Salud
La localidad cuenta con un modernizado policlínico y un centro de rehabilitación, que junto a un conjunto de consultorios del médico de la familia garantizan la atención a los lugareños y varios poblados cercanos.

## Deporte
En el argot deportivo, la localidad es sumamente conocida como la "cuna del fútbol cubano" por la larga y fructífera tradición futbolística que arrastra y que junto a las tradicionales parrandas, constituye un orgullo para los zulueteños.

## Otros proyectos
- Wikimedia Commons alberga una categoría multimedia sobre Zulueta.

- Datos: Q6171901
- Multimedia: Zulueta (Remedios) / Q6171901